# تحول شرام و لونر
تحول شرام و لونر در تئوری احتمالات،  با پارامتر {\displaystyle \kappa } که با نام تحول تصادفی شرام ({\displaystyle SLE_{\kappa }}) نیز شناخته می‌شود، خانواده ای از خم‌های رندم صفحه ای است که اثبات می‌شود حد در مقیاس برای انواعی از مدل شبکه در مکانیک آماری است. با فرض معلوم بودن پارامتر {\displaystyle \kappa } و یک دامنه {\displaystyle U} در صفحه مختلط، خانواده ای از خم‌های رندوم در {\displaystyle U} نتیجه می‌شود که  {\displaystyle \kappa } میزان چرخش آن را کنترل می‌کند. دو نوع اصلی {\displaystyle SLE} وجود دارد، {\displaystyle SLE} وتری که خانواده ای از خم‌های رندوم را از دو نقطهٔ مرزی تولید می‌کند و {\displaystyle SLE} شعاعی که خانواده ای از خم‌های رندوم را از یک نقطهٔ مرزی به یک نقطهٔ داخلی تولید می‌کند.

## کاربردها
چارلز لئونر، شرام و ورنر (۲۰۰۱) از {\displaystyle SLE_{6}} برای اثبات حدس مندلبرو (۱۹۸۲) که مرز حرکت براونی صفحه ای دارای بعد برخالی ۴/۳ است، استفاده کردند.
استانیسلاف اسمیرنف اثبات کرد که تراوش بحرانی در شبکه مثلثی با {\displaystyle SLE} با {\displaystyle \kappa =6} ارتباط دارد. این مورد به همراه کارهای پیشین هری کستن منتج به تعیین بسیاری از خواص بحرانی نفوذ شد. این پیشرفت در ادامه باعث آنالیز جنبه‌های بسیاری از این مدل شد.
لونر، شرام و وارنر نشان دادند که Loop-erased random walk به {\displaystyle SLE} با {\displaystyle \kappa =2} همگرا می‌شود. این کار استخراج بسیاری از خواص کمی قدم زن تصادفی بدون دور را ممکن کرد.
رود (Rohde) و شرام نشان دادند که {\displaystyle \kappa } به بعد برخالی یک خم با رابطهٔ زیر ارتباط دارد:
{\displaystyle d=1+{\frac {\kappa }{8}}}

## شبیه‌سازی
برنامه‌های کامپیوتری (متلب) برای شبیه‌سازی خم‌های صفحه ای تحول شرام لونر در this github repository معرفی شده‌اند.